# James Soong
 (janvier 2016).
Si vous disposez d'ouvrages ou d'articles de référence ou si vous connaissez des sites web de qualité traitant du thème abordé ici, merci de compléter l'article en donnant les références utiles à sa vérifiabilité et en les liant à la section « Notes et références ».
James Soong Chu-yu (en chinois : 宋楚瑜 ; pinyin : Sòng Chǔyú ; Wade : Sung Ch'u-yü) est un homme politique taïwanais. Il a fondé et préside le Qinmindang (parti du peuple en premier ou People First Party).

## Biographie
Né dans une famille de militaires du Kuomintang originaire du Hunan, Soong commence sa carrière politique comme premier secrétaire de Chiang Ching-kuo (qui deviendra plus tard président) et accède à la notoriété en tant que directeur général de l'Office d'information du gouvernement de 1979 à 1984.
Il termine deuxième à l'élection présidentielle de 2000. Sa candidature indépendante divise le vote pro-réunification chinoise entre lui et le candidat du KMT Lien Chan, conduisant à la victoire du candidat du Parti démocratique progressiste Chen Shui-bian. Lors de l'élection présidentielle de 2004, il est candidat à la vice-présidence sur le ticket du KMT avec Lien Chan. Ils perdent de justesse à Chen Shui-bian. Soong se présente à l'élection présidentielle en 2012 et recueille 2,77 % des voix. En 2016, il obtient 12,83 % des voix.
Soong est de nouveau candidat à l'élection présidentielle de 2020 avec Sandra Yu comme colistière.